# Keserovina
Keserovina (cyr. Кесеровина) – wieś w Serbii, w okręgu zlatiborskim, w mieście Užice. W 2011 roku liczyła 452 mieszkańców.